# Борода, Александр Моисеевич
Алекса́ндр Моисе́евич Борода́ (род. 2 июля 1968, Москва, РСФСР, СССР) — российский религиозный и общественный деятель. Раввин еврейского религиозно-культурного центра «Жуковка», президент Федерации еврейских общин России, основатель и генеральный директор Еврейского музея и центра толерантности. С 2009 года член Общественной палаты РФ.

## Биография
Александр Борода родился 2 июля 1968 года в Москве в семье инженеров. Детство прошло в районе Марьина Роща. Окончил Московский техникум транспортного строительства.
В 1986-1987 год был рабочим второго разряда геодезическо-маркшейдерского управления "Главтоннельметростроя".
С 1987 был призван в ряды Советской армии, проходил службу с 1987 по 1989 год в морской авиации.
После армии вернулся на прежнее место работы, был сменным маркшейдером, принимал участие в строительстве станций метро Коньково, Теплый Стан, Бибирево, Алтуфьево. Тогда же окончил Всесоюзный заочный политехнический институт по специальности «Маркшейдерское дело».
В 1989 году, учась в институте и работая, А. М. Борода стал посещать синагогу. С 1993 по 1998 год работал в журнале «Лехаим» совместно с Борухом Гориным, ставшим главным редактором журнала и возглавившим Департамент общественных связей ФЕОР.
Продолжая работу в журнале, с 1996 по 2000 год Борода был президентом регионального общественного Фонда развития еврейской культуры — занимался проблемами развития еврейской жизни в масштабах Москвы. Фонд одним из первых на территории России развернул широкую благотворительную деятельность: в первую очередь, обширные ежемесячные региональные программы для малоимущих семей, культурно-просветительскую работу, образовательные программы и семинары, ежемесячные благотворительные концерты.
В 2000 году А.М. Борода стал исполнительным вице-президентом Федерации еврейских общин России, в 2004 году стал членом правления ФЕОР. С 2000 по 2007 год Борода работал директором регионального общественного фонда «Эзра».
В феврале 2008 г. Александр Борода был избран президентом Федерации еврейских общин России, в январе 2020 года был переизбран на эту должность в очередной раз.

## Деятельность
В 1996 году при содействии Бороды началось строительство Московского еврейского общинного центра, крупнейшего в Восточной Европе, которое завершилось в 2000 году. В церемонии открытия центра принял участие президент РФ В.В. Путин.
Под руководством Александра Бороды ФЕОР стала крупнейшей религиозной организацией ортодоксального иудаизма в РФ.
С 2009 года Александр Борода входит в состав Общественной палаты РФ. В сентябре 2009 года указом президента РФ Д.А. Медведева был утвержден членом Общественной палаты в первый раз. В последний раз был включен в состав Общественной палаты указом президента РФ В.В. Путина 6 апреля 2023 года.
Член Экспертной группы по совершенствованию законодательства в сфере свободы совести и религиозных объединений, член Экспертного совета Комитета Государственной думы по развитию гражданского общества, вопросам общественных и религиозных объединений.
В 2012 году по инициативе президента ФЕОР Александра Бороды и главного раввина России Берла Лазара в здании Бахметьевского гаража в Москве открылся Еврейский музей и центр толерантности, основателем и генеральным директором которого выступил Александр Борода.
В декабре 2015 года в деревне Жуковка Одинцовского района Московской области под руководством Александра Бороды был открыт Еврейский религиозно-культурный центр (ЕРКЦ) «Жуковка». С момента основания Александр Борода стал главным раввином ЕРКЦ.
В 2015 году стал членом Жюри 1-го Московского еврейского кинофестиваля, а в 2016 — 2-го Московского еврейского кинофестиваля. С 2017 года - член Общественного совета Московского еврейского кинофестиваля.
В ноябре 2016 года Александр Борода был приглашен в Париж, где в штаб-квартире ЮНЕСКО Центр толерантности получил премию имени Маданджита Сингха за распространение идеалов мира и ненасилия.
В 2018 году Еврейский религиозно-культурный центр «Жуковка» был отмечен международной архитектурной премией The international property awards. ЕРКЦ победил сразу в трех номинациях: «Дизайн общественных зданий», «Архитектура общественных проектов», «Строительство общественных проектов».

## Общественная позиция
В январе 2015 года раввин Борода осудил вандалов, осквернивших Мемориальную мечеть на Поклонной горе, призвал к дружественному отношению друг к другу представителей самых разных народов и религий.
В январе 2017 года Борода осудил и назвал антисемитскими слова вице-спикера Госдумы Петра Толстого, который комментируя протесты против передачи Исаакиевского собора РПЦ, заявил, что за протестами стоят «потомки тех, кто разрушал православные храмы», «выскочивших из-за черты оседлости». Призвал руководство нижней палаты парламента и партии «Единая Россия» дать им надлежащую оценку. Комментируя высказывания Толстого, Борода отметил, что его слова «это старый и лживый, как и все подобные истории, антисемитский миф, причем его лживость очевидна любому мало-мальски образованному человеку». Борода подчеркнул, что основную массу тех, кто разрушал храмы, составляло местное население «те же рабочие и крестьяне, а не мифические «выскочившие из-за черты оседлости с наганами».
В январе 2020 года религиозный деятель, выступая на Съезде Федерации еврейских общин России, подтвердил резкую позицию общины по отношению к пересмотру истории, а также выразил мнение, что в Польше, Украине и странах Балтии происходит «героизация преступников и замалчивание правды» и как явление это «неприемлемо и преступно».
В сентябре 2020 года во время протестов в Беларуси Борода призвал А. Лукашенко не отрываться от народа, быть более открытым ко всем слоям общества, а также пожелал Лукашенко не ходить с автоматом, а больше общаться с белорусским народом.
В мае 2021 года раскритиковал и осудил высказывания депутатов Госдумы Владимира Жириновского и Вячеслава Лысакова, охарактеризовав их слова как «не просто ксенофобские выпады, а инструменты, с помощью которых некоторые политики транслируют придуманный образ враждебной и негативной реальности в российском обществе». Ранее в своём выступлении Жириновский обвинил евреев в разжигании антисемитизма, перечислил известных евреев политиков и бизнесменов, намекая либо на этническое кумовство, либо на заговор, тогда как депутат Лысаков в своем телеграм-канале назвал певицу Манижу «быдловатой и пучеглазой таджикской женщиной», добавив, что эту «свинью» «подложили евреи». 
4 марта 2022 года, на фоне начала вторжения России на Украину, Борода заявил о наличии в Европе русофобии, «всплеске неонацизма на Украине», утверждая что в последней будто «идёт героизация преступников, повинных в гибели предков тех самых евреев». Позднее, в интервью израильским СМИ, он возразил, что когда-либо высказывался в поддержку войны против Украины, что призывал только к миру, а его слова были вырваны из контекста. Тем не менее, А. Борода раскритиковал уехавшего из-за войны главного раввина Москвы Пинхаса Гольдшмидта, заявив, мол, тот «смотрит на евреев в России как на людей второго сорта» и «хулит» общину. 
В июле 2022 года, как «поддержавший агрессию России против Украины», был внесён ФБК в список разжигателей войны (в категории «Продажные лидеры общественного мнения и публичные сторонники Путина»), состоящий из лиц, которые «используют свои религиозные организации для пропаганды агрессии и массового убийства», с предложением введения против него международных санкций. Тот навпротив объявил, что «Навальный первым вернулся к традиционной политике СССР – доставлять неприятности раввинам». 
Национальное агентство по предотвращению коррупции Украины выступило с инициативой о введении против Бороды международных санкций, отмечая, что он «поддерживает украинофобскую тенденцию в осветлении отдельных происшествий, в частности, ракетном ударе вблизи мемориального комплекса "Бабий Яр"».  
4 мая 2022 года Александр Борода осудил заявление Министра иностранных дел РФ Сергея Лаврова, заявив: «в связи со сложившейся информационной ситуацией вокруг пассажа господина Лаврова о возможных еврейских корнях Гитлера, нам кажется необходимым призвать к прекращению апеллирования к национальному происхождению оппонентов». Ранее, в ответ на вопрос журналиста о том, как можно обвинять Украину в «нацификации», если её президент Владимир Зеленский — еврей, Сергей Лавров заявил, что у Адольфа Гитлера тоже была «еврейская кровь», а «самые ярые антисемиты», как правило, евреи.

## Награды и звания
- Почётная грамота Московской городской Думы (2007 год) — за заслуги перед городским сообществом[40].
- Звание «Почётный строитель города Москвы» (указ мэра Юрия Лужкова от 1 июля 2008 г.) — за большой вклад в развитие строительной отрасли города Москвы и многолетний добросовестный труд» присвоено звание «Почётного строителя города Москвы».
- Лауреат международной премии Фонда Андрея Первозванного «Вера и верность» (2014) — за укрепление гражданского согласия и межрелигиозного мира в российском обществе[41].
- Премия имени Гейдара Алиева (2014 год, Всероссийский азербайджанский конгресс) — за значительный вклад в развитие российско-азербайджанского гуманитарного сотрудничества[42]
- Орден Дружбы (29 января 2016) — за достигнутые трудовые успехи, активную общественную деятельность и многолетнюю добросовестную работу[43].
- Медаль ордена «За заслуги перед Отечеством» II степени (26 декабря 2009) — за большой вклад в развитие духовной культуры и укрепление дружбы между народами[44].